# Lactòmetre
Un lactómetre o lactodensímetre, és un areòmetre dissenyat per a la determinació de la densitat de la llet; la seva escala es gradua en cent parts. La densitat de la llet varia considerablement amb el contingut de greixos i de sòlids presents en l'emulsió i sol oscil·lar entre 1,028 a 1,034 g/cm³.